# Direct Bonded Copper
Direct Bonded Copper, DBC (с англ. — «прямо присоединенная медь», или Direct Copper Bonding, DCB — прямое присоединение меди) — технология получения толстых (127—500 мкм) медных проводников на керамических подложках; также сами подложки, изготовленные по этой технологии. Применяется в качестве замены традиционных печатных плат для силовой электроники.

## Процесс изготовления

### Плакирование
На керамическую пластину из оксида алюминия, нитрида алюминия или оксида бериллия помещается медная фольга выбранной толщины, после чего данная конструкция подвергается нагреву до ~1065°С в туннельной печи при контролируемом уровне содержания кислорода. В этих условиях формируется очень прочное эвтектическое соединение, стабильное при температурах до 850-900°С (в атмосфере H2 до 400°С).
При использовании керамики Al2О3 в качестве подложки, соединение образуется между оксидами меди и алюминия:
CuO + Al2О3 = CuAl2О4
.
В случае применения керамики AlN, подложка предварительно окисляется для формирования на её поверхности тонкого слоя Al2О3:
4AlN + 6O2 = 2Al2О3 + 2N2
.
Дальше процесс проходит так же, как и в случае с керамикой Al2О3.

В результате получают покрытую с двух сторон медью заготовку (мастеркарту), готовую к дальнейшей обработке. Стандартный размер мастеркарты — 5,5″×7,5″.